# باسم يوسف
باسم رأفت محمد يوسف (ولد 21 مارس 1974) هو ممثل كوميدي وكاتب ومنتج وطبيب جراح وناقد ومقدم تلفزيوني مصري، قدم برنامجًا إخباريًا ساخرًا في الفترة 2011-2014 باسم «البرنامج». أطلق عليه لقب "جون ستيوارت المصري" حيث قارنت الصحافة على نطاق واسع باسم يوسف مع الممثل الكوميدي الأمريكي جون ستيوارت وبرنامجه الساخر The Daily Show الذي ألهم يوسف لبدء حياته المهنية. في عام 2013، اختارته مجلة تايم كواحد من «أكثر 100 شخصية مؤثرة في العالم». تشمل أعماله الفنية الحالية: فيلم دغدغة العمالقة، كتيب الديموقراطية، وثورة للمبتدئين.

## المسيرة الطبية
تخرج باسم يوسف من كلية الطب بجامعة القاهرة تخصص جراحة القلب والصدر عام 1998. اجتاز امتحان الترخيص الطبي للولايات المتحدة وكان عضوًا في الكلية الملكية للجراحين (MRCS) منذ فبراير 2007. عمل كجراح قلب في مصر لمدة 13 عامًا، حتى انتقل إلى الكوميديا والسخرية السياسية. كما تلقى تدريبًا في زراعة القلب والرئة في ألمانيا، وبعد ذلك أمضى عامًا ونصف في الولايات المتحدة يعمل في شركة تنتج المعدات الطبية المتعلقة بجراحة القلب. في يناير 2011، ساعد يوسف الجرحى في ميدان التحرير أثناء الثورة المصرية. وقد عزا يوسف الفضل في الجراحة إلى جعله «شخصًا يعمل بجدية أكبر، وذكي، ومثالياً».

## مسيرته الإعلامية

### عرض عرض +The B (مارس 2011)
مستوحى من الثورة المصرية عام 2011، أنشأ يوسف أول عرض ساخر له في مارس 2011. جاءت الفكرة الأولية من صديقه طارق القزاز. بعنوان The B+ Show بفصيلة دمه، حُمّل البرنامج، بمعدل 5 دقائق لكل حلقة، على قناته على اليوتيوب في مايو 2011، وحصد أكثر من خمسة ملايين مشاهدة في الأشهر الثلاثة الأولى وحدها. صُور العرض في غرفة غسيل يوسف باستخدام طاولة وكرسي وكاميرا واحدة ولوحة جدارية لصور هواة من ميدان التحرير بتكلفة 100 دولار. العرض كان بتعاون يوسف مع طارق القزاز وعمرو إسماعيل ومحمد خليفة ومصطفى الحلواني. استخدم يوسف وسائل التواصل الاجتماعي لإبراز موهبته وأعطى برنامجه صوتًا لملايين المصريين الذين كانوا غاضبين من تغطية وسائل الإعلام التقليدية للثورة المصرية.

### البرنامج الموسم الأول (سبتمبر 2011)
بعد النجاح الذي The B+ Show قناة المصري ONTV المملوكة للملياردير المصري نجيب ساويرس، قدم يوسف عرض برنامجه البرنامج. كان يوسف قد خطط للانتقال إلى كليفلاند لممارسة الطب، لكنه وقع عقد برنامجه بدلاً من ذلك. بميزانية تقارب نصف مليون دولار، جعل هذا البرنامج أول تحول من الإنترنت إلى التلفزيون في الشرق الأوسط. عُرض البرنامج، الذي يتألف من 104 حلقة، خلال شهر رمضان 1432 (2011)، وكان ضيفه الأول المهندس المصري الأمريكي محمد رضوان. وفي برنامجه، سخر يوسف من مشاهير مصريين مثل مقدم البرنامج توفيق عكاشة، والملحن عمرو مصطفى، والمرشح السلفي للرئاسة حازم صلاح أبو إسماعيل، ومحمد البرادعي، الرئيس السابق للوكالة الدولية للطاقة الذرية والمرشح الرئاسي في وقت ما. أصبح البرنامج منصة للعديد من الكتاب والفنانين والسياسيين للتحدث بحرية عن المشهد الاجتماعي والسياسي. لقد ألهم نجاح البرنامج عددًا من مبادرات الهواة على قنوات التواصل الاجتماعي المختلفة، الذين اعتبروا The B + Show مصدر إلهامهم.

### ذا ديلي شو 2012
في يونيو 2012، دعا جون ستيوارت يوسف إلى ذا ديلي شو لإجراء مقابلة مطولة ؛ قال ستيوارت ليوسف: «... أعرف القليل عن مجال الفكاهة، برنامجك لاذع، أنت جيد فيه، إنه ذكي، نُفذ جيدًا، أفكر في العالم الذي تحياه هناك». وكانت الحلقة من أعلى الحلقات من ناحية المشاهدة في برنامج ديلي شو على شبكة الإنترنت.

### برنامج «البرنامج» الموسم الثاني (نوفمبر 2012)
بعد نجاح برنامج The B+ Show على اليوتيوب والموسم الأول من برنامج البرنامج على قناة ONTV، أقنع طارق القزاز صديقًا قديمًا له وهو أحمد عباس بالانضمام إلى شركة QSoft بمنصب الرئيس التنفيذي للعمليات ومدير مشروع لبرنامج "البرنامج" بهدف تطوير وتحديث البرنامج وتحويل العرض وتوسيعه إلى علامة تجارية عالمية متعددة الأوجه. وقد تم ذلك بمساعدة فريق متخصص يتمتع بالخبرة في مجالات مختلفة مثل التسويق والعمليات والقانونية والعلاقات العامة. ساعدت هذه الجهود في شهرة كل من باسم يوسف والبرنامج على جميع المستويات مما أدى إلى استقطاب جمهور عالمي واسع النطاق.
جُدّد العرض للموسم الثاني بعد عقد مع قناة أخرى هي سي بي سي، عرض الموسم الثاني لأول مرة في 23 نوفمبر 2012، وتكون من 29 حلقة، سجل هذا الموسم أحد أعلى نسب المشاهدة على التلفزيون والإنترنت بـ 40 مليونًا مشاهد على التلفاز وأكثر من 184 مليون مشاهدة للبرنامج على اليوتيوب وحده.
بدأ البرنامج بفريق عمل صغير يعمل من المنزل إلى جانب يوسف، وانتقل من أصغر استوديو لقناة ONTV إلى مسرح الإذاعة في وسط القاهرة، وهو مسرح أعيد تصميمه على غرار راديو سيتي في نيويورك، مما جعله أول عرض مباشر للجمهور في مصر. تطور محتوى العرض بمرور الوقت، حيث ركز في البداية على التعليقات الساخرة حول الأحداث السياسية الجارية، وتوسع في النهاية ليشمل استضافة الشخصيات العامة والمشاهير من مختلف المجالات وعروض الفنانين المتنوعة. بعد هذه الخطوة، نجح يوسف في زيادة قيمة العرض ثماني مرات في عام واحد. حقق البرنامج نجاحًا هائلاً من خلال انتقاده للرئيس المصري السابق محمد مرسي ممثل جماعة الإخوان المسلمين.
في العرض الأول للموسم، جعل يوسف صاحب قناته وزملائه في العمل موضوع برنامجه، تأكيدًا على منحه حرية التعبير الكاملة، وعدم تجاوز أي موضوع. ومع ذلك، لم تبث قناة سي بي سي الحلقة الثانية، والتي تضمنت أيضًا انتقادات أخرى لمضيف برنامج تلفزيوني والذي رفع دعوى قضائية ضد يوسف. عاد العرض إلى جدوله المعتاد للحلقة الثالثة، وبعد ثلاث حلقات فقط من العرض، رفعت عدة دعاوى قضائية ضد باسم يوسف والبرنامج، متهمة إياه بإهانة الإسلام ومرسي والإخلال بالنظام العام والسلام.

### صحيفة الشروق
في مارس 2013، بدأ باسم يوسف كتابة عمود أسبوعي يعبر فيه عن آرائه في جريدة الشروق، وهي إحدى الصحف اليومية المصرية البارزة والمستقلة. كتب باسم في أعمدة الصحف الأسبوعية، وتناول موضوعات محظورة مثل الإلحاد والتشكيك في الرأي الشائع بأن الردة عن الإسلام يجب أن يعاقب عليها بالإعدام. في 18 مارس 2014، واجه اتهامات بالسرقة الأدبية من قبل قرائه، كما اتهمه الكاتب البريطاني بن جودة على تويتر الذي ذكر أنه كتب المقال أولًا لصالح مجلة بوليتيكو. نشر باسم لاحقًا اعتذارًا في جريدة الشروق لنشره مقالًا في البداية دون الاستشهاد بأي مراجع.

### أمريكا بالعربية

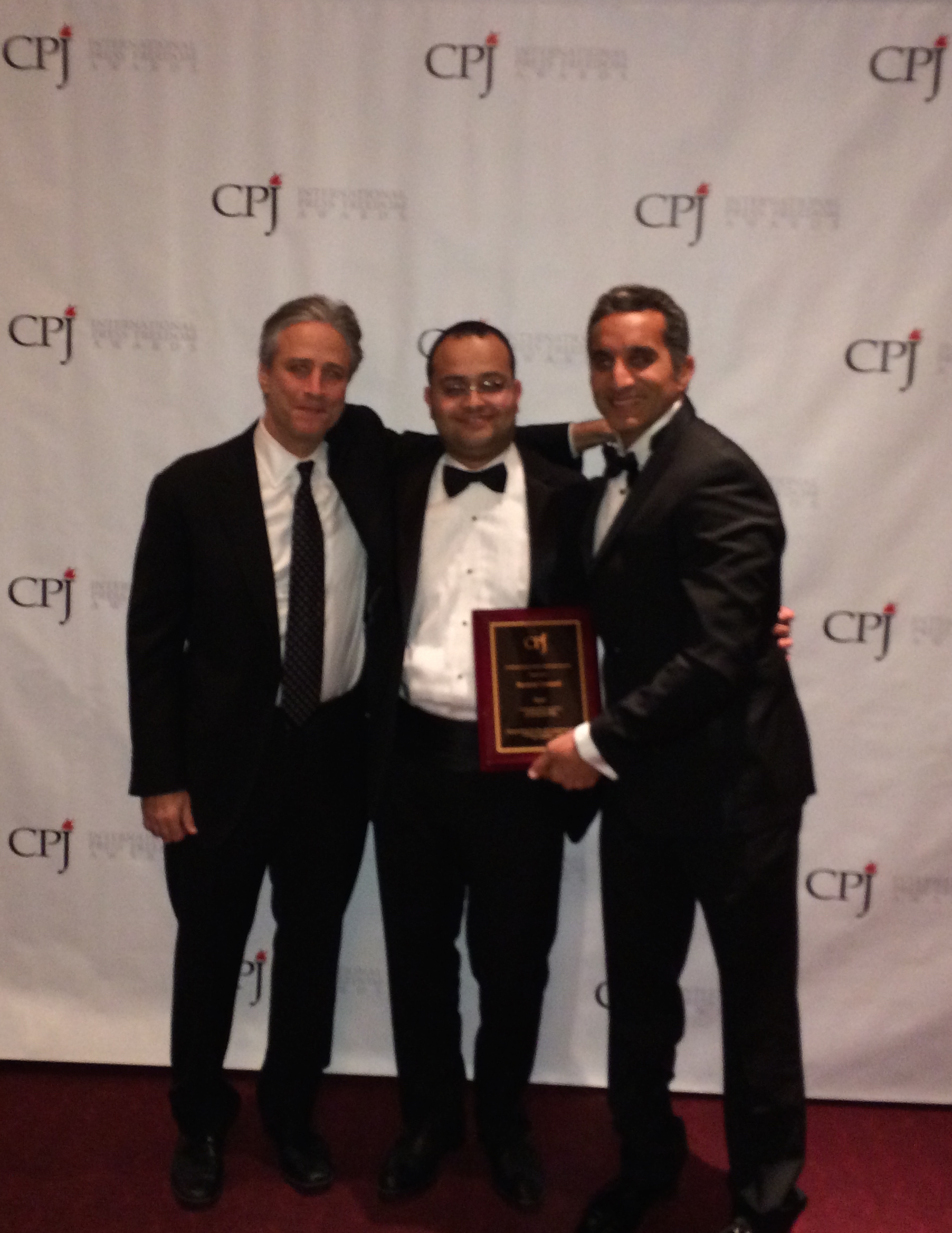
باسم يوسف مع أحمد عباس وجون ستيوارت في حفل توزيع الجائزة الدولية لحرية الصحافة.

بعد نجاح برنامج «البرنامج»، ظهر جون ستيورات ضيفًا في برنامج أمريكا بالعربية في يونيو 2013. وفي 1 يوليو 2013 عُرض برنامج أمريكا بالعربية لأول مرة. ظهر باسم للمرة الثانية في برنامج ذا ديلي شو مع جون ستيوارت.

### توقف برنامج «البرنامج» عن العرض
بعد انقطاع دام أربعة أشهر، عاد برنامج «البرنامج» إلى البث على قناة سي بي سي للموسم الثالث في 25 أكتوبر 2013. وكان العرض الأول للموسم بمثابة أول بث للبرنامج منذ انقلاب عام 2013 الذي أطاح بمحمد مرسي من الرئاسة المصرية. انتقد باسم كلا من إدارة مرسي وما وصفه بعبادة الشعب لوزير الدفاع المصري عبد الفتاح السيسي. وفي اليوم التالي، أصدرت شبكة CBC بيانًا نأت فيه القناة عن الموقف السياسي الذي اتخذه باسم، وأصدرت شبكة CBC بيانا آخر، قررت فيه إيقاف بث البرنامج بسبب مخالفات في العقد الموقع. في غضون ذلك، قدمت أكثر من 30 شكوى ضد باسم والبرنامج إلى النيابة العامة، تتهمه فيها بإهانة القوات المسلحة المصرية والرئيس عدلي منصور، ووصفه لاحتجاجات 30 يونيو بالانقلاب العسكري، بالإضافة إلى الإخلال بالنظام العام والسلم العام. أحال النائب العام بعض الشكاوى للتحقيق، والتي لا تزال تخضع لقرار النيابة وحكمها.

### البرنامج الموسم الثالث (أكتوبر 2013)
بعد إنهاء العقد مع سي بي سي، تلقت شركة الإنتاج التي تقف وراء برنامج البرنامج عروضاً من قنوات تلفزيونية مختلفة. كان من المقرر بث الموسم الثالث خلال الربع الأول من عام 2014. في فبراير 2014 أُعلن عن توقيع يوسف صفقة مع مركز إذاعة الشرق الأوسط وأنهم سيبدأون بث البرنامج من 7 فبراير على قناة إم بي سي مصر. ومع ذلك، علقت إم بي سي البرنامج خلال حملة الانتخابات الرئاسية المصرية 2014، وفي يونيو 2014 أعلن يوسف أنه كان ينهي البرنامج لأنه شعر أن المناخ السياسي في مصر كان شديد الخطورة لاستمرار العرض.
بعد انقطاع دام أربعة أشهر، عاد برنامج البرنامج إلى البث لموسمه الثالث في 25 أكتوبر 2013. كان العرض الأول للموسم هو أول بث للمسلسل منذ أن أطاح الانقلاب المصري عام 2013 بمحمد مرسي من الرئاسة المصرية. وانتقد يوسف كلاً من إدارة مرسي وتعامل الناس بوزير الدفاع المصري عبد الفتاح السيسي. وفي اليوم التالي، أصدرت شبكة سي بي سي بيانًا نأى فيه القناة عن الموقف السياسي الذي اتخذه يوسف. وأصدرت شبكة CBC بيانا آخر، وقررت وقف بث البرنامج بسبب مخالفات في العقد الموقع.
عاد البرنامج إلى الظهور على قناة إم بي سي مصر في 7 فبراير 2014، محققًا معدلات مشاهدة أسبوعية غير مسبوقة لمدة 11 أسبوعًا متتاليًا. في يونيو 2014، وبعد فترة انقطاع لمدة ستة أسابيع، عقد فريق نادي البرنامج مؤتمر صحفي حيث أعلن يوسف انتهاء العرض بسبب الضغط على كل من العرض وقناة البث.

## الحياة في الولايات المتحدة الأمريكية: 2014 إلى الوقت الحاضر

### بعيدا عن السياسة المصرية
في يناير 2015، أعلن معهد هارفارد للسياسة (IOP)، في كلية جون إف كينيدي للإدارة الحكومية، أن يوسف سيكون زميلًا مقيمًا لفصل الربيع.
في فبراير 2015، أُعلن أن يوسف كان يتعاون مع منتجة ذا ديلي شو سارة تاكسلر لإطلاق حملة تمويل جماعي لفيلمها الوثائقي حول تجربته، كان اسم الفلم دغدغة العمالقة. صرح يوسف أنه لا يستطيع أن يقول لا لطلبها عمل الفيلم الوثائقي، «في ذلك الوقت، كانت تعمل في ديلي شو، ولم أرغب في قول لا لأي شخص يعمل مع جون ستيوارت. لذلك قلت» نعم«بشكل أساسي لأكون في صفه الجيد، لكنني اكتشفت أنه لا يحدث أي فرق حقًا...»
في نوفمبر 2015، استضاف باسم يوسف حفل توزيع جوائز إيمي الدولي الثالث والأربعين في مدينة نيويورك.
في خريف عام 2016، كان باسم يوسف باحث زائر في مركز الديمقراطية والتنمية وسيادة القانون (CDDRL) في جامعة ستانفورد. وصفت اهتماماته البحثية بـ «السخرية السياسية ودورها في تعطيل المحرمات السياسية والاجتماعية والدينية».
في فبراير 2016، أُعلن أن يوسف قد توصل إلى صفقة مع شركة Fusion لإنتاج سلسلة رقمية، كتيب الديمقراطية مع باسم يوسف. تم عرض العرض لأول مرة على الإنترنت وفي بث خاص لمدة ساعة في منتصف يوليو 2016.
دغدغة العمالقة، هو فيلم وثائقي عن باسم يوسف من إخراج سارة تاكسلر، تم عرضه لأول مرة في 14 أبريل 2016، في مهرجان تريبيكا السينمائي. كان جون أوليفر وإد هيلمز المشرفين على الأسئلة والأجوبة في العروض في لوس أنجلوس. أصبح متاحًا للشراء في يونيو 2017. الفيلم متاح للبث على Netflix في 30 دولة (باستثناء كندا والولايات المتحدة اعتبارًا من سبتمبر 2019). لا يتم تداولها بشكل قانوني في مصر.
في عام 2017، تألق يوسف ضيفًا في حلقة DuckTales Reboot "The Living Mummies of Toth-Ra!" باسم الفرعون الفخري.
ظهر البودكاست في أمريكا لأول مرة في أوائل عام 2018، حيث يستكشف يوسف الفروق الدقيقة الثقافية والسياسية والاجتماعية لأمريكا من منظور خارجي.
في يونيو 2018، أجرى يوسف للمرة الثالثة اسألني أي شيء (Ask me Anything) على ريديت، بعد أن فعل ذلك سابقًا في عامي 2017 و 2015.
في عام 2019، أطلق باسم يوسف قناة بلانت بي تي في (Plant TV) على اليوتيوب. يجمع عرضه الجديد عبر الإنترنت بين خلفيته الكوميدية والطبية والنباتية. يسعى إلى تثقيف الجماهير باللغتين العربية والإنجليزية حول التغذية وعلوم الغذاء لأنها مرتبطة بالصحة والرفاهية.
قام باسم يوسف بمجموعة متنوعة من أحداث الخطابة في الولايات المتحدة وكندا. كما ظهر في العديد من وسائل الإعلام الأمريكية. تمت مقابلته لـ Full Frontal مع سامانثا بي Samantha Bee، وظهر مرتين في برنامج The Late Show مع ستيفن كولبير، وتمت مقابلته من قبل لاري كينج وتريفور نوح. اعتبارًا من خريف 2019، يقدم يوسف عروضًا كوميدية منتظمة في سان فرانسيسكو. يركز فيلمه الكوميدي للجمهور الغربي على الهجرة واللاجئين والإرهاب والتجربة العربية في أمريكا.

### علاقته مع النظام المصري «الحالي»
في نوفمبر 2017،  قال باسم يوسف، إن الحكومة المصرية تتواصل معه من أجل العودة إلى مصر وتقديم برنامج كوميدي. وأوضح أن «العرض يتكرر من السلطات المصرية كل 3 أو 4 أشهر، وفي كل مرة يزيد المبلغ الذي يعرضونه عليه كي يقبل العودة وإعداد برنامج كوميدي يكون بموافقة السلطات، لكنه في كل مرة يرفض». مؤكدا على أن «النظام المصري يرغب في تجميل صورته أمام الشعب، حتى يبدو بمظهر النظام الديمقراطي الذي يتقبل الكوميديا»، معتبراً أن «أي عرض كوميدي سيقدمه بشروط السلطة المصرية سيكون تضليلاً للناس وليس توعية لهم».

### تصريحات مثيرة للجدل
لم يقاطع باسم الإعلام العربي بعد مغادرته مصر، وظل يظهر على الشاشات العربية بإستمرار. لكنه عاد لإثارة الجدل مجددا بعد ظهوره في برنامج (برلمان شعب) في أكتوبر 2021 وتصريحاته بشأن اتهامات له بالسخرية من ضحايا مجزرة رابعة وحقبة الرئيس الراحل محمد مرسي. وكان «البرلمان» استجوب باسم يوسف حول تناوله لفض اعتصام رابعة العدوية عام 2013 وما اعتبروه ترويجا للمذبحة وشماتة في ضحاياها، ورفض باسم الاعتذار لذوي الضحايا مبررا أغنيته الشهيرة بأنها كانت في سياق حلقة كاملة تعبر عن مرحلة متغيرة.

### مقابلة باسم مع بيرس مورغان
في أكتوبر 2023، ظهر باسم يوسف في مقابلة تلفزيونية مع الإعلامي البريطاني بيرس مورغان في برنامج "Piers Uncensored" على خلفية الأحداث التي شهدتها الأراضي الفلسطينية والحرب بين غزة وإسرائيل والمعروفة إعلاميًا بطوفان الأقصى، أدلى باسم بالعديد من التصريحات المثيرة للجدل في المقابلة ودافع عن القضية الفلسطينية بقوة، وأكد دعمه للفلسطينيين في غزة الذين يواجهون أبشع أنواع الجرائم الإنسانية. كما تقمص شخصية مواطن إسرائيلي يخاطب رئيس الوزراء بنيامين نتنياهو، وسخر من فكرة تهجير سكان غزة إلى أرض سيناء واصفا الفكرة بأنها فيلم كوميدي سخيف.
حققت مداخلة يوسف تفاعلاً واسعاً في مصر والعالم العربي، وتصدر بسببها قائمة الأكثر بحثاً على موقع «غوغل» بجانب ترند موقع «إكس». ووصف بيرس مورغان مقابلته مع باسم يوسف بأنها المقابلة الأكثر مشاهدة لبرنامجه على الإطلاق. كما اعتبره الكثيرون بأنه نجح في إيصال صوت العرب إلى وسائل إعلام أجنبية منحازة لإسرائيل بطريقة احترافية.
عقّب رئيس الوزراء القطري الأسبق الشيخ حمد بن جاسم آل ثاني على تصريحات باسم يوسف وكتب على صفحته بمنصة أكس (تويتر سابقا): "شكراً لباسم يوسف فقد قام خلال مقابلته مع بيرس مورغان بما لم تقم به الجامعة العربية وأمينها العام".

### واقعة حساب إكس
في 19 أغسطس 2024، عُطل حساب باسم يوسف على منصة إكس بشكل مفاجئ. جاء هذا الحادث بعد تغريدة انتقد فيها يوسف استخدام مصطلح "معاداة السامية" كأداة لقمع النقاشات وَتخويف الأفراد. وَيُعتقد أن هذهِ التغريدة كانت متعلقة بالصراع المستمر بين إسرائيل وَغزة. غيرَ أنّ يوسف نفى تعطيل الحساب من طرف إكس بعدما نشرَ على حسابهِ على إنستغرام أعربَ مِن خلالها يوسف عن قلقهِ على سلامة أسرته وأعلن أنه سيفكر في العودة إلى تويتر فقط عندما يتم معالجة هذه المخاوف. أثار تعطيل الحساب تكهنات واسعة حول الأسباب وراءه، حيث يعتقد الكثيرون أن ذلك جاء نتيجة لانتقادات يوسف الصريحة لأفعال إسرائيل في غزة. سلط هذا الحادث الضوء على المخاطر المحتملة التي يواجهها الشخصيات العامة عندما يتحدثون عن قضايا حساسة، وأثار تساؤلات حولَ التزام المنصة بحرية التعبير، خاصة في سياق المواضيع المثيرة للجدل بعدما صرحَ إيلون ماسك بأن منصته ستتيح حرية التعبير لمجابهة التلاعب الإعلامي من طرف وسائل الإعلام.

## صراعات قضائية

### في عهد الرئيس محمد مرسي
في 1 يناير 2013، أفادت صحيفة المصري اليوم أن النائب العام المصري حقق مع باسم يوسف بتهمة الإساءة إلى الرئيس محمد مرسي، حيث زعم مكتب النائب العام أن برنامج يوسف «ينشر أخبارًا كاذبة من شأنها أن تزعزع السلم العام والأمن العام. تؤثر على الإدارة». وعلى الرغم من كل الجدل الذي أثارته، حقق برنامج البرنامج نجاحًا كبيرًا. ولا يزال يتصدر باستمرار قوائم يوتيوب الإقليمية، مما يجعل قناة باسم يوسف على اليوتيوب هي الأكثر اشتراكًا في مصر.
في 30 مارس 2013، صدرت مذكرة توقيف بحق باسم بتهمة إهانة الإسلام ومرسي. واعتبر المعارضون هذه الخطوة محاولة لإسكات أصوات المعارضة ضد حكومة مرسي. وأكد باسم على حسابه على تويتر صدور مذكرة التوقيف، وقال إنه سيسلم نفسه لمكتب المدعي العام، مضيفًا مازحًا: «ما لم يتفضلوا بإرسال سيارة شرطة اليوم ويوفرون لي عناء النقل». في اليوم التالي، استجوبته السلطات قبل الإفراج عنه بكفالة قدرها 15 ألف جنيه مصري. أثار الحدث اهتمام وسائل الإعلام الدولية بالإضافة إلى مقطع من برنامج ذا ديلي شو للمخرج جون ستيوارت الذي أعلن فيه دعمه لباسم، واصفًا إياه بـ «الصديق» و «الأخ».

### ما بعد 3 يوليو 2013
بعد انتهاء برنامج "البرنامج"، داهمت الشرطة المصرية مكاتب شركة الإنتاج، واعتقلت عدد من الموظفين وصادرت أجهزة الكمبيوتر الخاصة بهم. وبحسب باسم، أبلغت الشرطة المنتج عمرو إسماعيل بأنهم سيستمرون في مضايقة الشركة ما لم يتوقف باسم عن التحدث علانية في المؤتمرات الدولية. ثم فرضت المحاكم المصرية غرامة قدرها 100 مليون جنيه مصري على باسم في نزاع عقد مع سي بي سي. في حيثيات الحكم، أدانت المحاكم البرامج التلفزيونية الساخرة وألمحت إلى أن باسم كان يزعج السلام ويثير الاضطرابات العامة. وخوفا من أن يتم القبض عليه إذا بقي في مصر، فر يوسف إلى دبي في نوفمبر 2014.
في مارس 2018 ألغت محكمة النقض الحكم الصادر ضد باسم بتغريمه 100 مليون جنيه لصالح مجموعة قنوات مصر.

## الجوائز
- في عام 2013، تم اختيار يوسف كواحد من «100 شخص مؤثر في العالم»[78] قبل مجلة تايم وأحد المفكرين العالميين المائة الرائدين في مجلة فورين بوليسي.
- في نوفمبر 2013، تم الاعتراف بدور يوسف في الإعلام من قبل لجنة حماية الصحفيين، التي منحته الجائزة الدولية لحرية الصحافة، إلى جانب ثلاثة صحفيين آخرين.[79][80]
- في عام 2015، حصل يوسف على درجة فخرية وألقى خطاب بدء كلية التعليم عبر الإنترنت والتعليم المستمر في جامعة جنوب نيو هامبشاير.[81]
- تم اختيار برنامج البرنامج من قبل ساوث باي ساوث ويست، أحد أكبر المهرجانات التفاعلية الدولية، كأول وأنجح قصة تحول من الإنترنت إلى التلفزيون في الشرق الأوسط. برنامج البرنامج ' قناته على اليوتيوب كانت أول قناة في منطقة الشرق الأوسط تصل إلى مليون مشترك وتحصل على الدرع الذهبي.

## الحياة الشخصية
يعيش باسم يوسف في منطقة خليج سان فرانسيسكو بكاليفورنيا مع زوجته وهي مصرية من أصول فلسطينية، لديه من الأبناء :نادية (مواليد 2012)، آدم (مواليد 2017). باسم يوسف مسلم. عندما سئل عما إذا كان سيعود إلى مصر في أي وقت وإذا كان يفتقد مصر أجاب بـ «لا». الممثل الكوميدي المفضل لديه هو جورج كارلين.[بحاجة لمصدر]
في عام 2014، غيّر يوسف نظامه الغذائي إلى نظام غذائي كامل من النباتات بعد أن أدرك أن نظامه الغذائي كان السبب الرئيسي لشعوره بالتعب والافتقار إلى الطاقة. يوسف من دعاة اليوجا والبيلاتس.[بحاجة لمصدر]

## وصلات خارجية
- الموقع الرسمي
- باسم يوسف على موقع IMDb (الإنجليزية)
- باسم يوسف على موقع قاعدة بيانات الأفلام العربية
- باسم يوسف على موقع ميوزك برينز (الإنجليزية)
- باسم يوسف على موقع قاعدة بيانات الفيلم (الإنجليزية)
- باسم يوسف على موقع كينوبويسك (الروسية)